# Biljettholmen
Biljettholmen är en ö i Finland. Den ligger i Finska viken och i kommunen Lovisa i den ekonomiska regionen  Lovisa i landskapet Nyland, i den södra delen av landet. Ön ligger omkring 64 kilometer nordöst om Helsingfors.
Öns area är 1,6 hektar och dess största längd är 250 meter i nord-sydlig riktning. I omgivningarna runt Biljettholmen växer i huvudsak blandskog.